# Dyngplätt
Dyngplätt (Cystobasidium fimetarium) är en lavart som först beskrevs av Heinrich Christian Friedrich Schumacher, och fick sitt nu gällande namn av P. Roberts 1999. Cystobasidium fimetarium ingår i släktet Cystobasidium och familjen Cystobasidiaceae.   Inga underarter finns listade i Catalogue of Life.
I den svenska databasen Dyntaxa används istället namnet Achroomyces fimetarius för samma taxon.  Arten är reproducerande i Sverige.